# Wang Shu

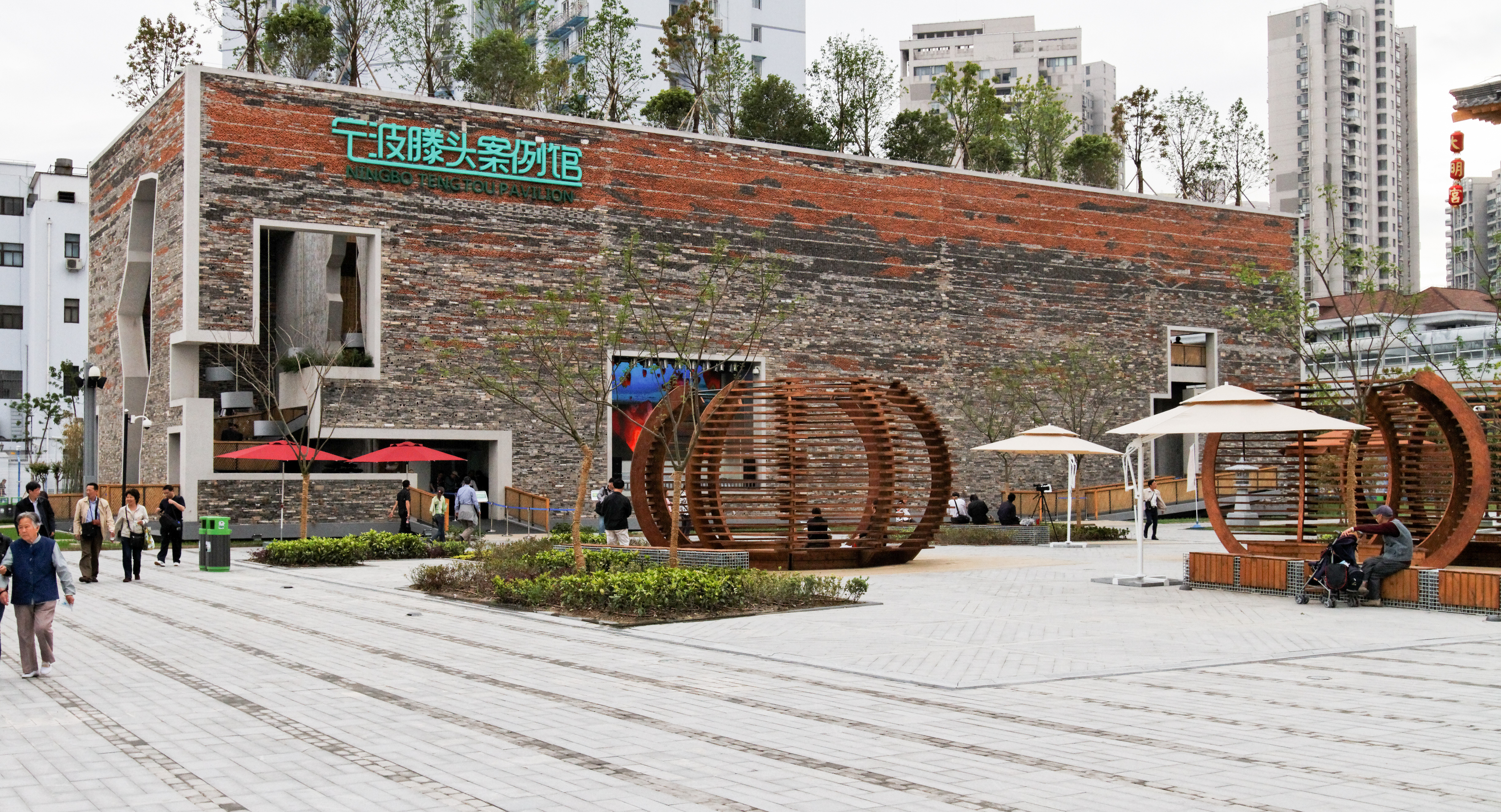
Ningbo Tengtou Pavilion, Exposition universelle de 2010, Shanghai

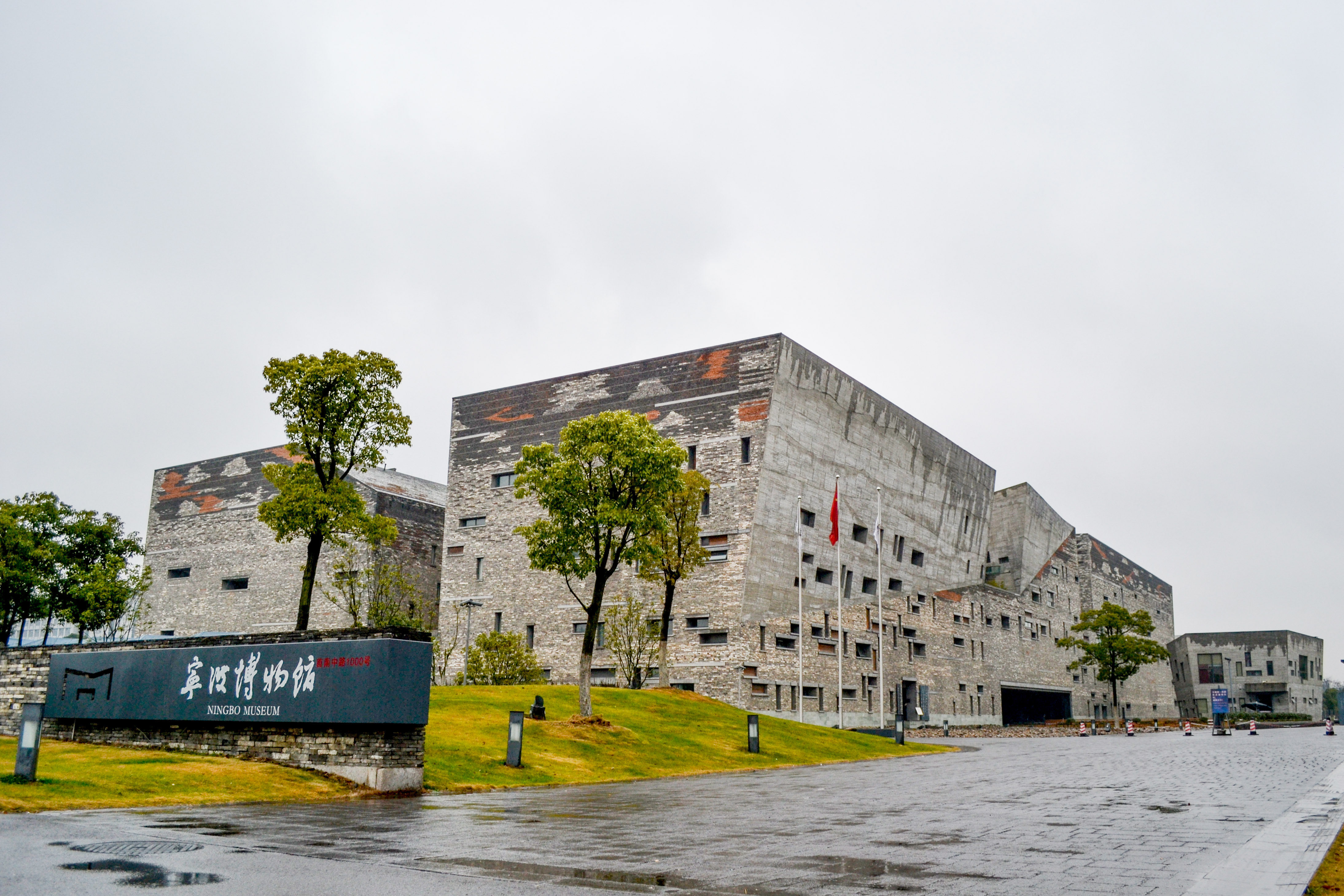
Musée d'histoire de Ningbo, 2008

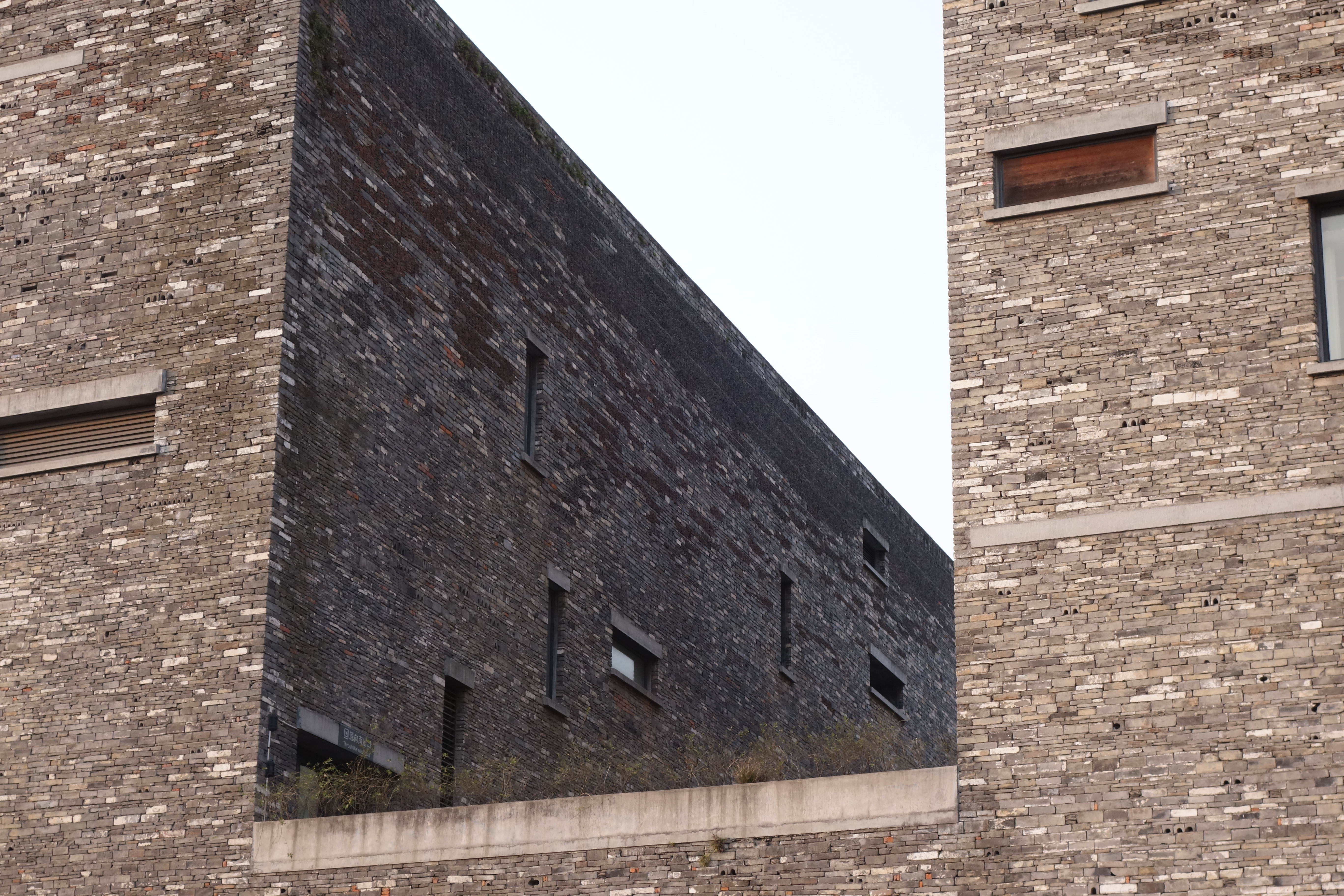
Musée d'histoire de Ningbo, 2008. Détail : en parement, remploi de matériaux de démolition récupérés sur le site

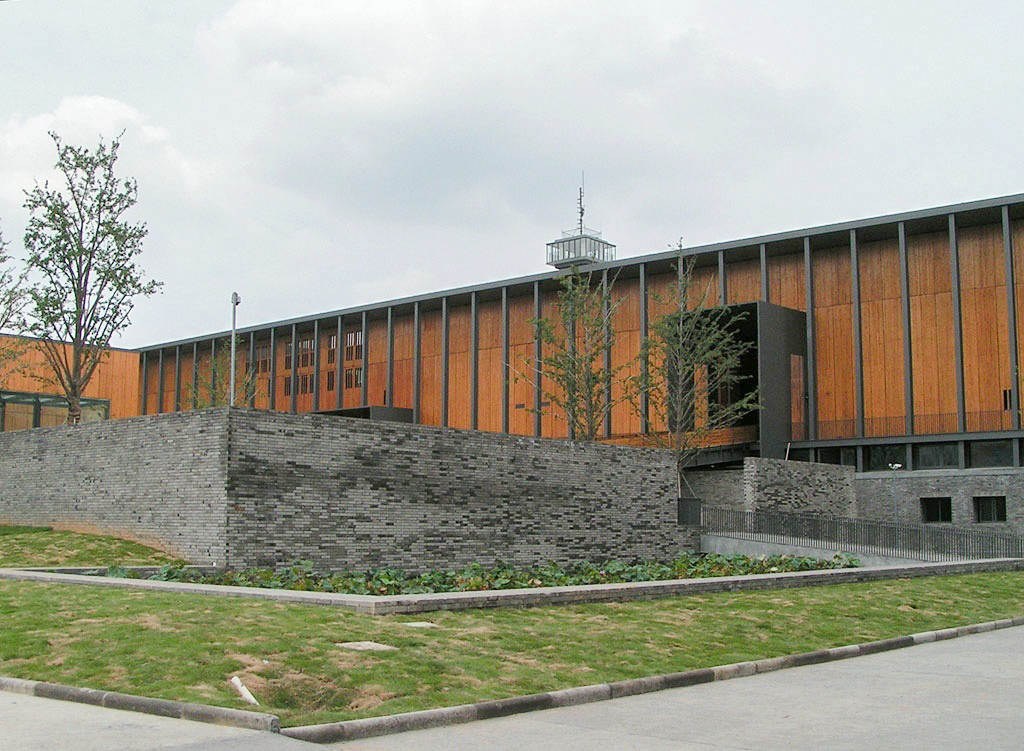
Musée d'art de Ningbo, Zhejiang, 2005

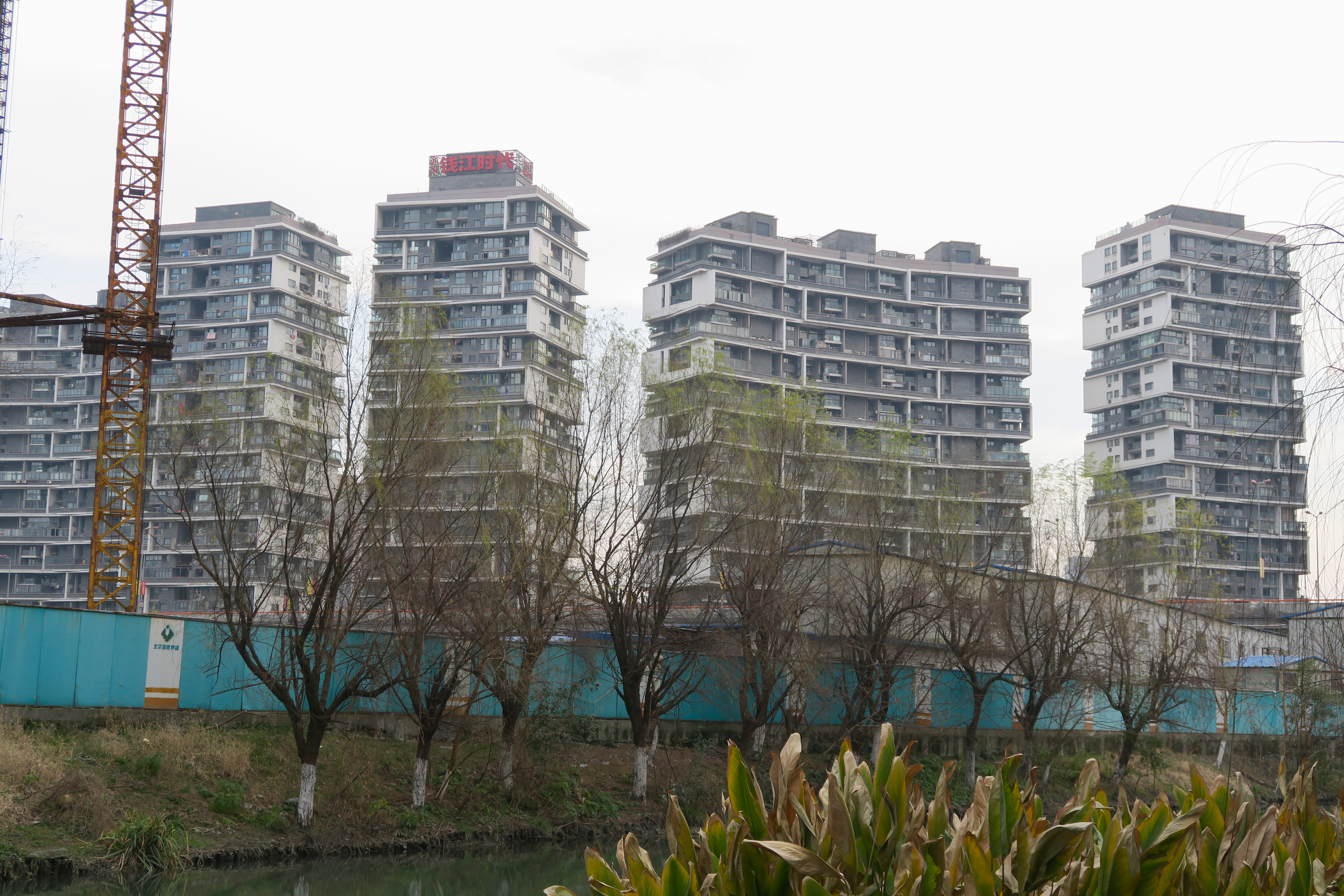
2002-2007 : Logements Verticaux en bords de rivière, Qianjiang Times Hangzhou

Wang Shu, né le 4 novembre 1963 à Ürümqi, est un architecte chinois contemporain, notamment lauréat en 2012 du prix Pritzker.
Avec sa femme Lu Wenyu, ils a fondé l'agence Amateur Architecture Studio en 1997. Ils appartiennent à un nouveau mouvement des agences d'architectures chinoises. Par opposition à ces maîtres d'œuvre qui n'hésitent pas à pratiquer le pastiche ou la réinterprétation des modèles occidentaux et à appliquer des modèles à très grande échelle quel que soit le contexte, cette tendance affirme une pratique inventive et critique de la profession d'architecte, une véritable attention au contexte spécifique de chaque projet.

## Jeunesse et éducation
Né à Ürümqi au Xinjiang (Nord-Ouest de la Chine), cet architecte et professeur vit à Hangzhou, où il a créé en 1997 avec sa femme, l'architecte Lu Wenyu, l'agence Amateur Architecture Studio. Après des études d’architecture à l'université du Sud-Est à Nankin, il fait un doctorat en urbanisme. Aujourd'hui doyen du département d'architecture de l'académie des arts de Chine, Wang Shu est régulièrement sollicité pour participer à des jurys. Il est notamment membre du comité de nomination pour le projet Ordos 100. Avant d’être architecte, Wang Shu était écrivain et il se plaît à répéter que l'architecture n’est pour lui qu’une partie de son travail. « L’humanité est plus importante que l’architecture, et l’artisanat plus important que la technologie », écrit-il.

## Carrière
En 1997, Wang Shu et sa femme Lu Wenyu fondent leur bureau Amateur Architecture Studio, et s’affranchissent des agences d’architecture publiques centralisées typiques du régime. À côté de sa pratique d’enseignante pour la China Academy of Art, Lu Wenyu poursuit cependant son travail d’ingénieur et de responsable de projet pour le East China Investigation and Design Institute jusqu’en 2003. Au cours des premières années 2000, la création de nouveaux départements d’architecture dans les universités donne l’occasion à de jeunes architectes de mettre en application, à travers les ateliers qu’ils créent au sein des universités, leurs idées dans des réalisations concrètes. Wang Shu, nommé directeur du département d’architecture de Hangzhou en 2003, se voit confier l’extension du campus des Beaux-arts (Nouveau campus universitaire de Xiangshan, Académie d'art de Chine, Hangzhou ; première et seconde phase du projet), hors les murs. Dans un programme en deux phases, réalisé en un temps record avec une petite équipe, il livre deux ensembles remarquables dans un paysage qu’il met en valeur et protège.
Le travail d’Amateur Architecture Studio a déjà fait l’objet d’expositions collectives à Berlin, Paris ou encore Rotterdam. Il a été récompensé par plusieurs prix, parmi lesquels le Global Award for Sustainable Architecture en 2007, dont il est l'un des cinq premiers lauréats. L’œuvre de Wang Shu et Lu Wenyu a été publiée dans de nombreuses revues d’architecture internationales ainsi que dans le livre The Beginning of Design, paru en 2002. L’ouvrage rend compte du processus d’émergence de la méthode et du langage de Wang Shu à travers une compilation des projets du bureau depuis sa fondation.
Amateur Architecture Studio explore la relation entre l’évolution de l’architecture et des modes de vie en Chine. Les architectes transfèrent de façon poétique le savoir-faire traditionnel chinois dans un langage architectural contemporain. Le nom du bureau traduit leur programme. D’une part, il fait référence à l’intérêt de Wang Shu pour l’architecture chinoise vernaculaire, artisanale, bon marché, spontanée et souvent éphémère. D’autre part, le concept d’“Amateur Architecture” est une critique de la profession d’architecte en Chine qui, dans un contexte globalisé de mutations urbaines et rurales, se caractérise par une absence de réflexion. Le bureau affronte le problème des destructions massives et de la reconstruction des villes chinoises. Il réfléchit à la façon de reconstruire dans des conditions contemporaines tout en respectant une conception traditionnelle: l’interdépendance de l’architecture et du paysage. Leur travail se focalise également sur la réinterprétation de l’architecture traditionnelle locale par le recyclage.
Au cours des dix dernières années, Amateur Architecture Studio a développé une méthode innovante, expérimentale et contextualisée. Wang Shu et Lu Wenyu associent à leurs recherches sur les traditions chinoises rurales locales, des expériences architecturales appliquées.
D’abord testées à petite échelle, leurs expérimentations sont ensuite transposées à de grands ensembles de logement ou à des espaces métropolitains pour finalement s’étendre à l’échelle urbaine.
Amateur Architecture Studio a tenté de propager le concept de “reconstruction contemporaine de l’architecture locale chinoise” dans une série de projets comptant des campus universitaires, une galerie d’art, un musée, un parc urbain et des tours de logement. L’exposition s’articule autour de deux axes. À travers des maquettes, des plans et des photos, le premier donne un aperçu global des projets les plus importants d’Amateur Architecture Studio depuis sa fondation en 1997. Le second se concentre sur la relation entre théorie et pratique, entre production littéraire et projets d’architecture.
Amateur Architecture Studio apparaît sur la scène architecturale européenne en 2006, à l’occasion de la Xe Biennale d’architecture de Venise. À côté du pavillon chinois, Wang Shu et Lu Wenyu installent Tiles Garden, structure de bambou recouverte de 66 000 tuiles récupérées de bâtiments détruits de leur région. Visible depuis la passerelle qui le surplombe, ce jardin minéral est un manifeste prônant le réemploi des matériaux de construction et la réinterprétation de typologies traditionnelles. Cette pratique découle de « la technique du wa pan, consistant à récupérer et rassembler des éléments de briques et de tuiles de céramique, un procédé mis au point par les agriculteurs de la région pour accélérer les reconstructions après le passage des typhons ».
En 2012, Wang Shu est le premier Chinois à recevoir le prix Pritzker, équivalent du prix Nobel en architecture, pour « une architecture intemporelle, profondément ancrée dans son contexte et pourtant universelle. » Dans une interview accordée au Los Angeles Times, Wang Shu exprime son regret de ne pas partager son prix avec son épouse, tout aussi impliquée dans le travail du bureau. Il évoque notamment la situation similaire de Robert Venturi, lauréat du Prix Pritzker en 1991. Son épouse et partenaire Denise Scott Brown n'avait pas non plus été récompensée à l'époque.

## Réalisations
Réalisations :
- 2012-2016 : Rénovation du village de Wencun, Zhejiang[12]
- 2011-2013 : « Wa-Shan » ("Montagne de tuiles"), une maison d'hôtes, Hangzhou, Chine[13].
- 2009 : Exposition sur la Dynastie impériale Song du sud, salle de la rue impériale, Hangzhou, Chine.
- 2003-2008 : Musée d'histoire de Ningbo, Chine.
- Après 2007: réhabilitation d'une rue principale de Hangzhou[4].
- 2002-2007 : Nouveau campus universitaire de Xiangshan, Académie d'art de Chine, Hangzhou (Première et Seconde phase de projet)[14].
- 2001-2005 : Musée d'art contemporain de Ningbo, 2002-2005[15].
- 2006 : Tuiles de Jardin, Biennale d'Art de Venise, Italie.
- 2003-2006 : Cinq maisons dispersées, Ningbo, Chine.
- 2003-2006 : Maison de la Céramique, Jinhua, Chine.
- 2002-2007 : Logements Verticaux, Hangzhou, Chine.
- 1999-2000 : Librairie du collège de Wenzheng, Suzhou, Chine[16].

## Expositions
- 2017 : “Wang Shu Amateur Architecture studio“, Musée d'Art moderne Louisiana, Humlebæk, Danemark[17].

.......
- 2010 : “Decay of Dome” - 12e exposition internationale d'architecture, Biennale de Venise, Arsenal de Venise.
- 2009 : “Architecture as Resistance” - Exposition solo, BOZAR, Palais des Beaux-Arts, Bruxelles, Belgique.
- 2009 : “M8 IN CHINA”, DAM, Francfort, Allemagne.
- 2009 : “Pour une architecture durable 2007, 2008, 2009”, Cité de l'Architecture et du Patrimoine, Palais de Chaillot, Paris.
- 2008 : “Dans la Ville Chinoise”, Cité de l‘architecture et du patrimoine, Palais de Chaillot, Paris.
- 2008 : “Chinese Gardens for Living: from Illusion to Reality”, Bergpalais, Dresde, Allemagne.
- 2007 : “Construire en Chine”, Exposition d'Architecture au Centre d'Architecture de New York.
- 2007 : Biennale d'architecture de Hong-Kong.
- 2006 : “Tiles Garden” - Pavillon de la Chine pour l'Exposition Internationale d'Architecture de la Biennale de Venise[18].
- 2006 : “La Chine Contemporaine”, NAI, Rotterdam, Pays-Bas.
- 2004-2005 : “Parc d'architecture de Jinghua”, Chine.
- 2003 : “Synthi-Scapes” - Pavillon de Chine à la 50e édition Biennale de Venise au Musée d'art de Guangdong, Guangzhou et au Musée d'Art de l'Académie Centrale, Pékin.
- 2003 : “Alors, La Chine”, Centre Pompidou, Paris, France.
- 2002 : Biennale de Shanghai, Musée d'art de Shanghai, Chine.
- 2001 : “TU MU-Young Architecture of China”, Galerie AEDES, Berlin, Allemagne.
- 1999 : “Chinese Young Architects’s Experimental Works Exhibition”, Congrès UIA, Pékin, Chine.

(Source)

## Prix
- 2012 : Prix Pritzker ;
- 2010 : Mention spéciale du jury attribuée à Déclin d'un dome de l'agence Amateur Architecture Studio à la 12e Exposition Internationale d'Architecture de Venise People meet in architecture ;
- 2009 : Le musée Ningbo a remporté le prix Lu Ban, le premier prix d'architecture en Chine ;
- 2008 : Nomination pour le Prix du meilleur gratte-ciel international, Francfort, Allemagne ;
- 2007 / lauréat du Global Award for Sustainable Architecture, Paris, France

Nomination pour le prix d'Architecture Suisse BSI ;
- 2007 : Premier prix « Pour une Architecture Durable 2007 », Cité de l'Architecture et du Patrimoine, Palais de Chaillot, Paris ;
- 2006 : Prix de reconnaissance de l'Asie Pacifique Holcim, Fondation Holcim pour une architecture durable ;
- 2004 : Premier Prix d'art d'architecture, Chine.